# Pipreola whitelyi
Pipreola whitelyi là một loài chim trong họ Cotingidae.
Phạm vi được biết đến của loài này giới hạn trong các khu rừng vùng cao ẩm của tepuis ở phía đông nam của Venezuela và phía tây Guyana. Trong khi khả năng hiện nay, loài này vẫn chưa được xác nhận trong các khu vực lân cận của miền bắc Brazil. Liên minh Bảo tồn Thiên nhiên Quốc tế đã đánh giá tình trạng bảo tồn của loài này là "loài ít quan tâm".

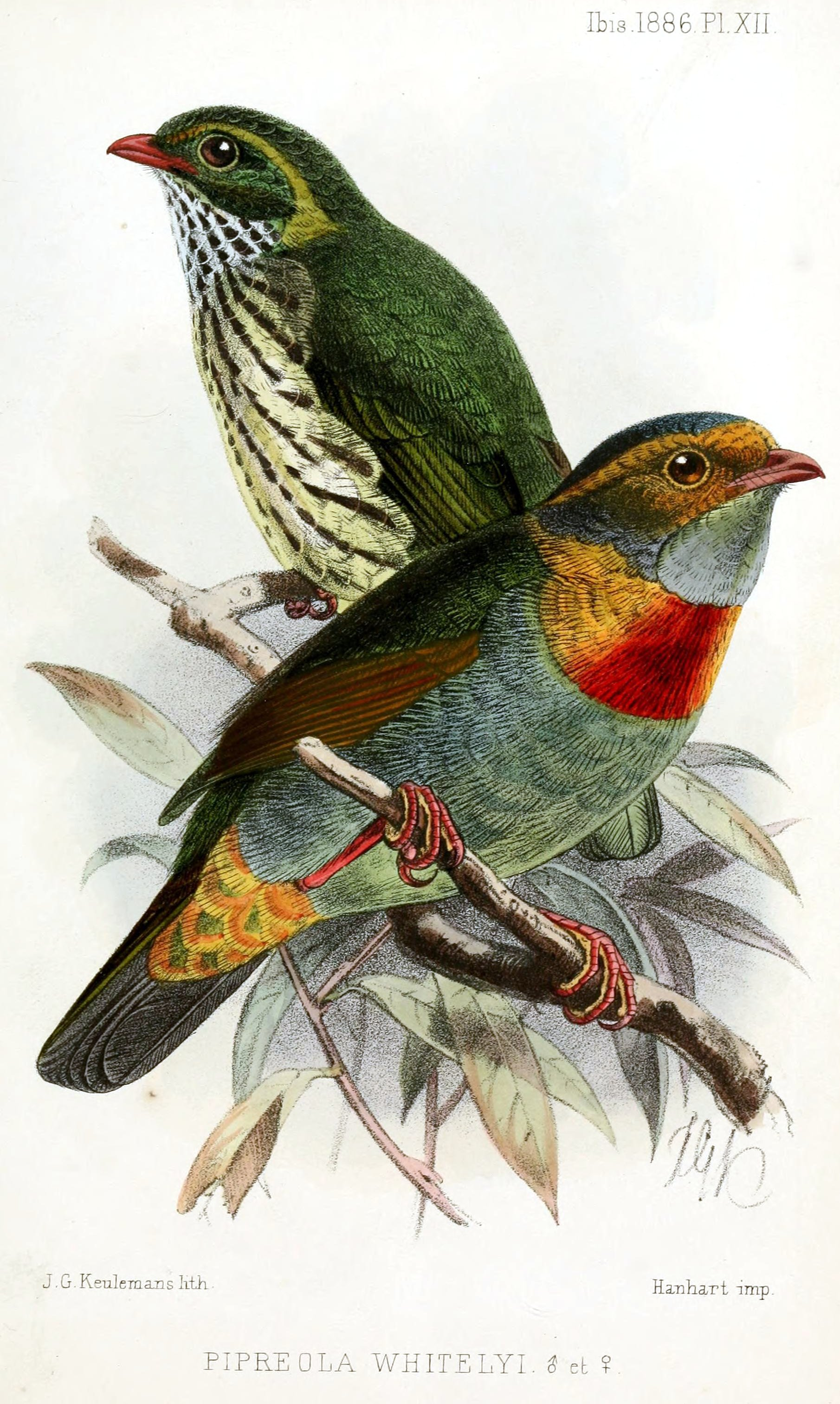

Duy nhất trong số các loài thuộc chi pipreola, mảng lông phần dưới của chim trống loài này chủ yếu là màu xám. Chim trống cũng có một ức và vòng cổ màu đỏ nổi bật.